# Аз, човекът
„Аз, човекът“ (на английски: Being Human) е филм от 1994 г., семейна мелодрама на режисьора Бил Форсайт и участват Робин Уилямс, Джон Туртуро, Ана Галиена, Винсънт О'Онофорио, Хектор Елисондо, Лорейн Брако, Линдси Краус, Бил Наи, Робърт Карлайл, Тереза Ръсел и Юън Макгрегър в неговия филмов дебют. Като международна копродукция между Великобритания и Япония, филмът изобразява преживяването на самотната човешка душа, изобразени от Уилямс, чрез различни прераждания.

## Актьорски състав
| Актьор            | Роля          |
| ----------------- | ------------- |
| Робин Уилямс      | Хектор        |
| Джон Туртуро      | Лучиниус      |
| Бил Наи           | Джулиън       |
| Винсънт Д'Онфорио | Жрецът        |
| Робърт Карлайл    | Шаманът       |
| Тереза Ръсел      | Разказвачката |
| Саймън Макбърни   | Хермес        |
| Хектор Елисондо   | Дом Пауло     |
| Лизи Макиърни     | Урсула        |
| Уилям Мейси       | Борис         |
| Лорейн Брако      | Ана           |
| Ана Галиена       | Беатрис       |
| Джонатан Хайд     | Франсиско     |
| Юън Макгрегър     | Алварез       |
| Линдзи Краус      | Джанет        |
| Кели Хънтър       | Деидре        |